# Batallón de Ingenieros 1
El Batallón de Ingenieros 1 «Zapadores Coronel Czetz» (B Ing 1) es una unidad de ingenieros del Ejército Argentino con asiento en la guarnición militar de Santo Tomé, Provincia de Santa Fe, y dependiente de la Agrupación de Ingenieros 601.

## Historia
En 1964 se formó el Batallón de Ingenieros de Combate 101 (B Ing Comb 101), dependiente del I Cuerpo de Ejército de Capital Federal. En 1992 su nombre cambió a Batallón de Ingenieros 101 (B Ing 101), y nuevamente, en 1994, cambia a Batallón de Ingenieros 1 (B Ing 1). En 1996 el B Ing 1 absorbe los medios del ex Batallón Ingenieros de Construcciones 121.
Su denominación actual homenajea al coronel Juan Czetz, ingeniero militar reclutado en Hungría a los efectos de establecer las pautas del Colegio Militar de la Nación, del que fuera su primer director.